# バーンワー駅
バーンワー駅（バーンワーえき、タイ語 : สถานีบางหว้า）は、タイ王国のバンコク都パーシーチャルーン区にある、バンコク・スカイトレイン（BTS）・バンコク・メトロ（MRT）の駅である。

## 歴史
バンコク・スカイトレインは、2013年12月5日にシーロム線の延伸により開業。一方のバンコク・メトロは、2019年8月24日にブルーラインの延伸により暫定開業し、9月29日に正式開業。
高架式4層構造で地上部分はラチャプルック通りとペチャカセム通りの交差点となっている。スカイトレイン、メトロともに相対式ホーム2面2線の高架駅である。なお、連絡改札口はなく、スカイトレインとメトロとの相互乗り換えの際には、それぞれ一旦改札口を出て2階の連絡コンコースを歩く必要がある。

## バンコク・スカイトレイン

### 概要
2013年12月5日、シーロム線がラチャプルック通り沿いにタラートプルー駅より当駅まで延伸開業した。ウォンウィアン・ヤイ駅 - 当駅は乗車距離に関係なく15バーツ。その区間を超えては、15バーツとウォンウィアン・ヤイからの運賃の合算となる。駅番号は「S12」。
列車は3番線に到着後、乗客を全員下ろし、駅を出てすぐのところで停車・転線し、4番線へと入線し当駅発列車となる。線路はさらに、ラチャプルック通りに沿って500mほど先の駅らしい構造物のところまで延びているが今のところ開業の予定はなく、またそれより先も未着工のままである。

### 歴史
- 2013年12月5日 - 開業。

### 駅構造
地上2階が改札口（南・北）とコンコース（南改札口の外に公衆トイレあり）で、地上3階がホームとなっている。
メトロとの乗り換えは南改札口で、改札口を出ると右側が連絡コンコースと繋がっている。なお、北改札口（画像にある2番出入口と直結）に出てしまうとメトロとは乗り換えができない（メトロへの連絡通路や歩道がない）ので注意が必要。

### 駅階層
| 3階          |                                                           |                        |
| 相対式ホーム |                                                           |                        |
| 3番線・下り  | 降車専用                                                  |                        |
| 4番線・上り  | ←ウターカート、サラデーン・サナームキラーヘンチャート方面 |                        |
| 相対式ホーム |                                                           |                        |
| 2階          | コンコース                                                | 自動券売機、自動改札口 |
| 1階          | 出入口                                                    | ラチャプルック通り     |

### ギャラリー

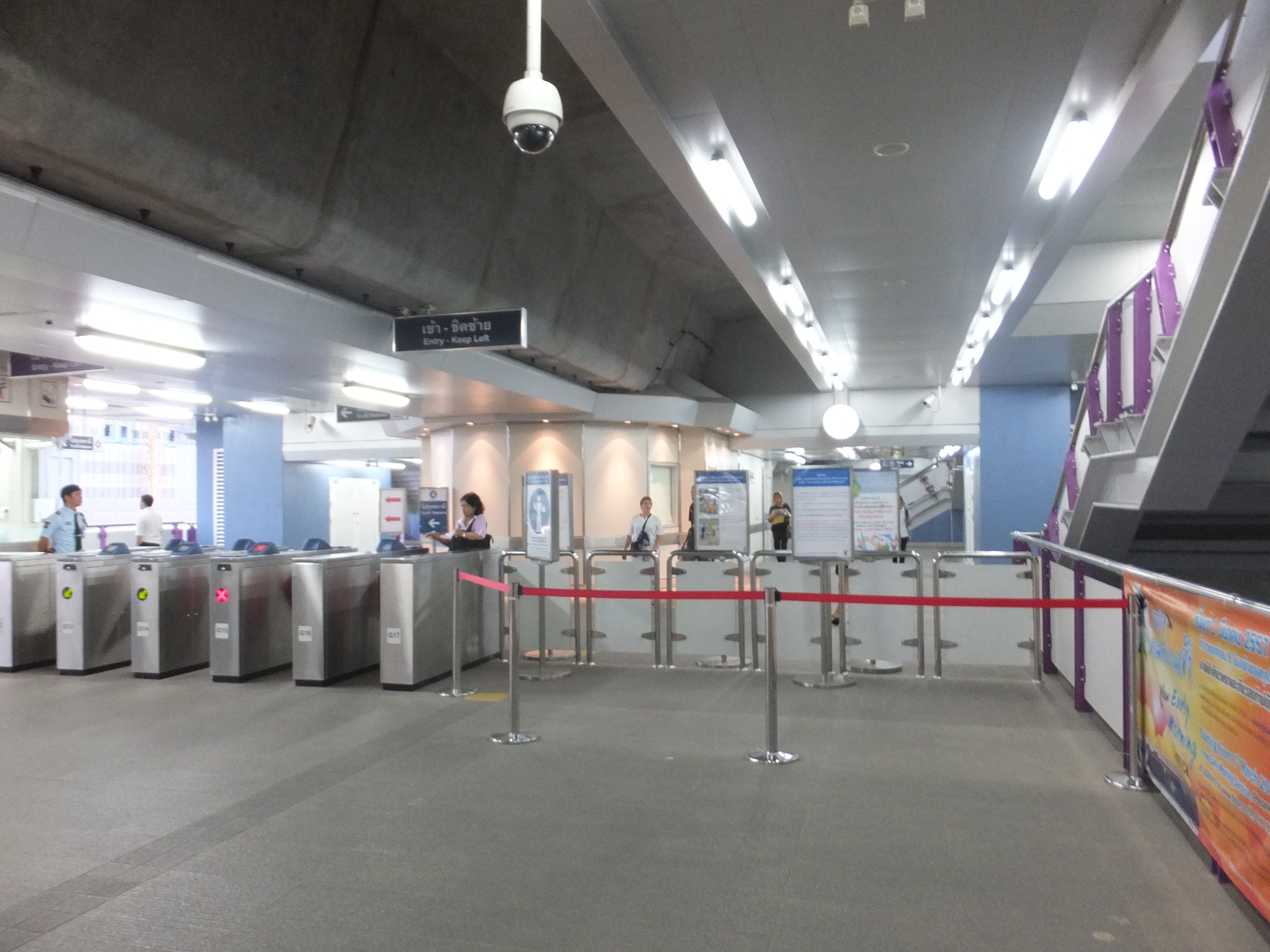
北改札口
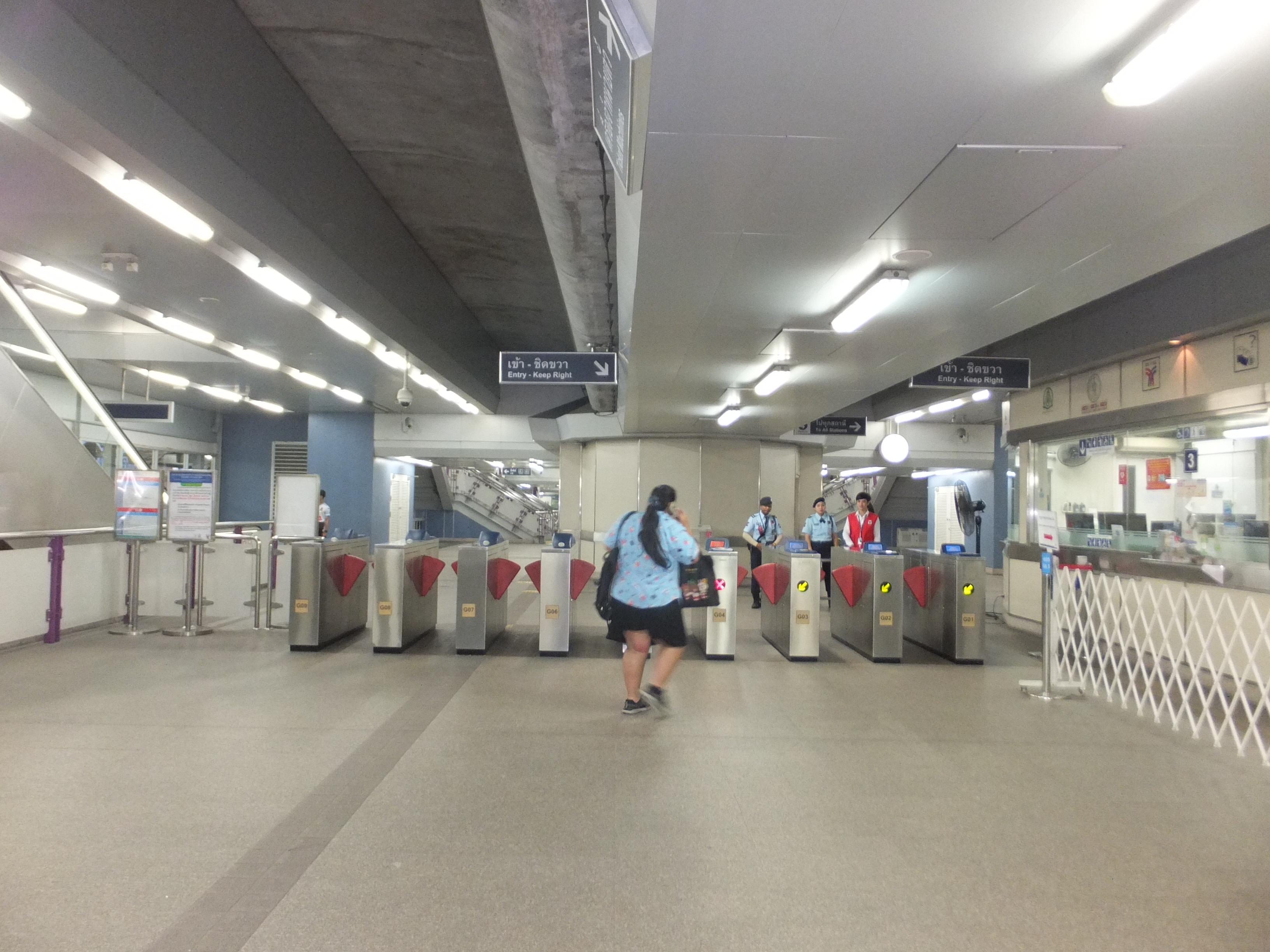
南改札口
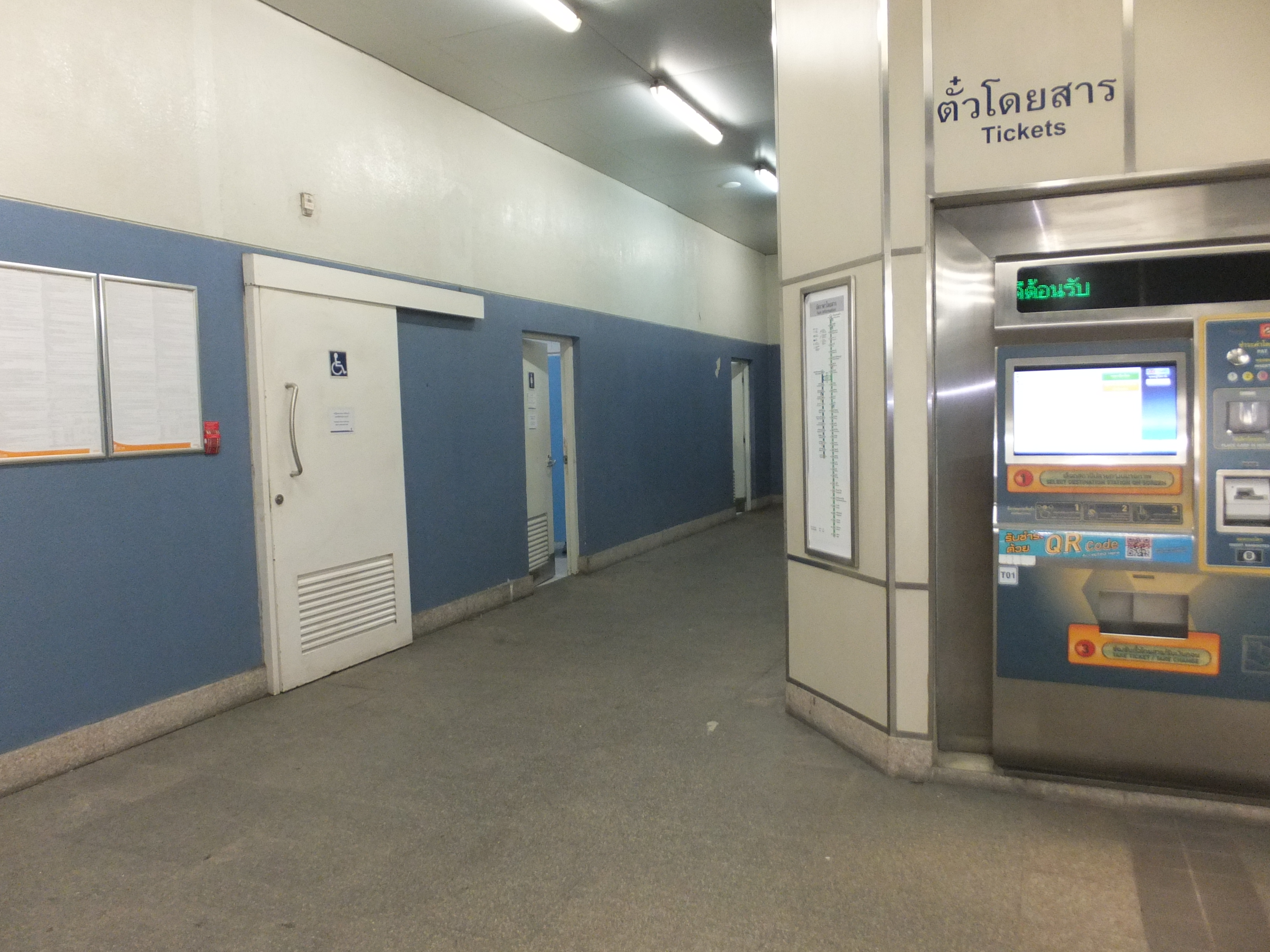
自動券売機、公衆トイレ（南改札口）
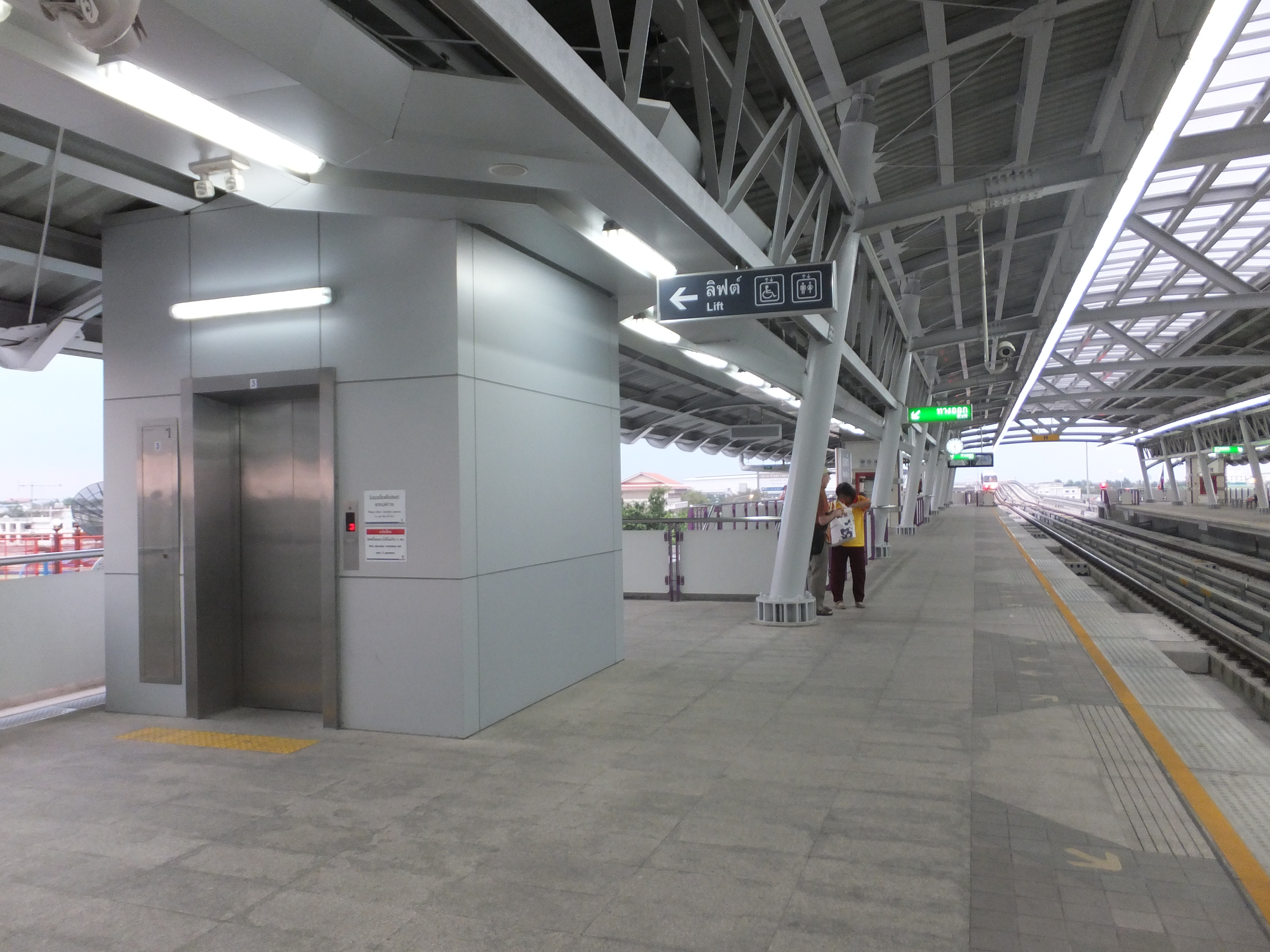
3番線ホーム（列車は奥に引き上げている）

## バンコク・メトロ

### 概要
2019年8月24日、予てから行われていたブルーライン（チャルーム・ラチャモンコン線）の延伸工事のうち、運賃無料の試運転の区間がタープラ駅から当駅まで拡大し、暫定で営業開始。9月21日には試運転の区間がさらに終点のラックソーン駅まで拡大し、同じく暫定で営業開始、そして9月29日より運賃の徴収を開始し正式開業となった。駅番号は「BL34」。

### 歴史
- 2019年
  - 8月24日：バーンワー駅 - タープラ駅間が暫定開業。
  - 9月21日：バーンワー駅 - ラックソーン駅間が暫定開業。
  - 9月29日：ブルーラインが正式開業。

### 駅構造
メトロはペチャカセム通り沿いにスカイトレインを交差する形で乗り越えているため、改札口とコンコースは地上3階、ホームは地上4階に設けられている。メトロの地上の出入口は南西端（ラックソーン方面）の1・2番出入口のみで、北東端（フワランポーン方面）はスカイトレインの3・4番出入口が兼ねている。なお、1・2番出入口は、2階の連絡コンコースを通ってスカイトレインの南改札口と直結している。
改札口の前でセキュリティ・チェックが行われる。ホームには可動式ホーム柵によるホームドアが設置されている。

### 駅階層
| 4階                                |                                                           |                        |
| 相対式ホーム（可動式ホーム柵あり） |                                                           |                        |
| 1番線・上り                        | →ラックソーン方面                                         |                        |
| 2番線・下り                        | ←フワランポーン・シーロム・スクムウィット・タオプーン方面 |                        |
| 相対式ホーム（可動式ホーム柵あり） |                                                           |                        |
| 3階                                | コンコース                                                | 自動券売機、自動改札口 |
| 2階                                | 連絡コンコース                                            |                        |
| 1階                                | 出入口                                                    | ペチャカセム通り       |

### ギャラリー

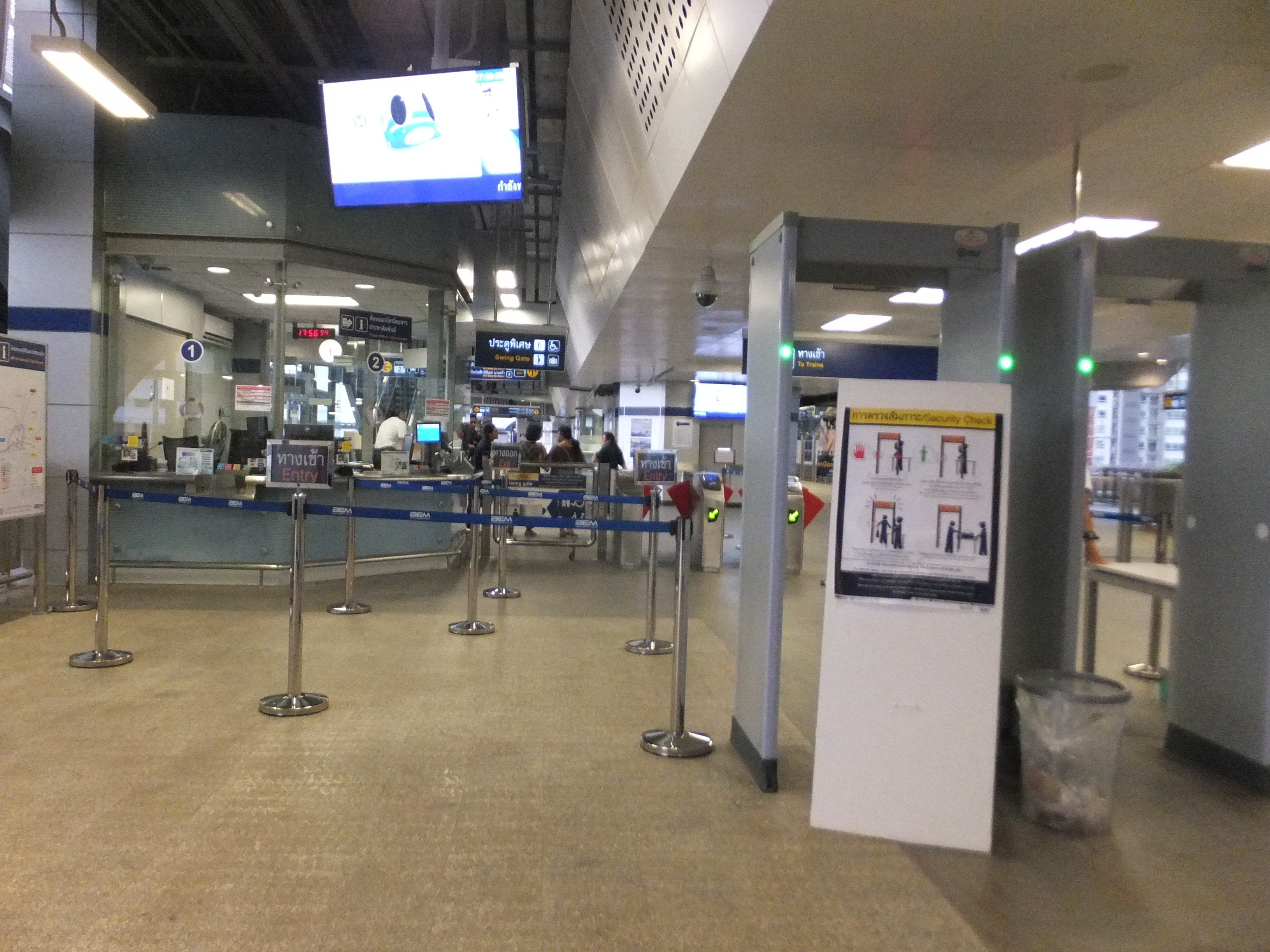
改札口
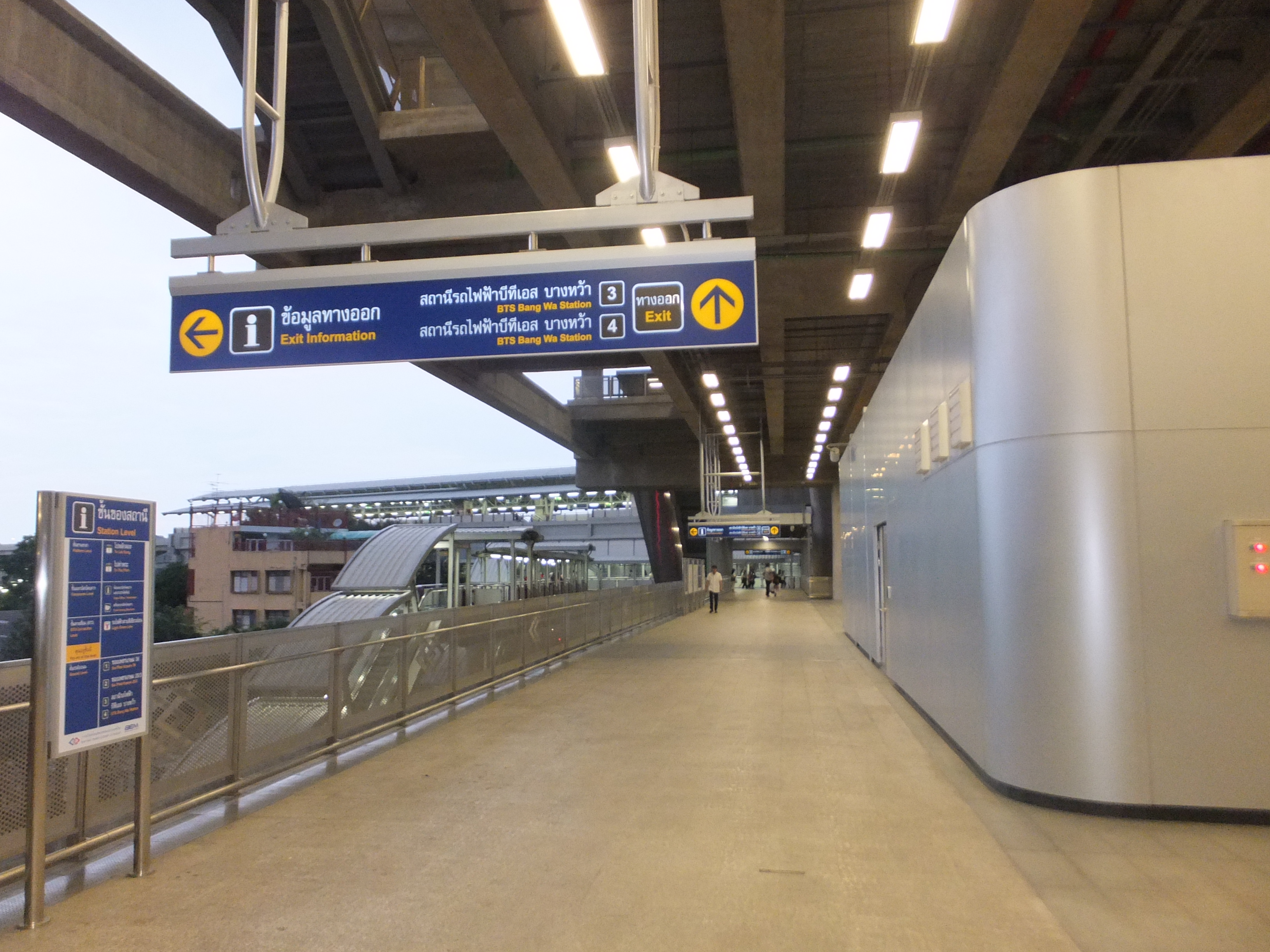
2階連絡コンコース（奥がBTS）

## 駅周辺
当駅の南を流れるパーシーチャルーン運河にて、水上バスが2021年まで社会的実証試験として運行していた。バーンワー桟橋が当駅にほど近い位置に設置され、鉄道との連絡拠点となっていた。
- サイアム大学